# Tenofovir alafenamide
Tenofovir alafenamide is een geneesmiddel dat gebruikt wordt voor de behandeling van hiv (als onderdeel van HAART). Binnen de antiretrovirale middelen behoort Tenofovir tot de klasse van nucleotide-analoge reversetranscriptaseremmers. Tenofovir alafenamide is een prodrug van het eigenlijke Tenofovir, en wordt toegediend in de vorm van een fumaraat. Het middel wordt vaak ook kortweg TAF (van Tenofovir alafenamide fumaraat) genoemd.
Tenofovir alafenamide is de tweede prodrug van Tenofovir, en is op de markt sinds eind 2015. De voorloper van TAF is Tenofovir disoproxil (TDF).

## Toedieningsvormen
Tenofovir alafenamide is niet beschikbaar als los middel, maar uitsluitend als onderdeel van de volgende vaste-dosiscombinaties:
- Tenofovir alafenamide/emtricitabine (Descovy)
- Emtricitabine/rilpivirine/tenofovir alafenamide (Odefsey)
- Elvitegravir/cobicistat/emtricitabine/tenofovir alafenamide (Genvoya)

De patenthouder van Tenofovir disoproxil is Gilead Sciences.